# Aspidotis californica
Aspidotis californica là một loài thực vật có mạch trong họ Adiantaceae. Loài này được (Hook.) Nutt. ex Copel. miêu tả khoa học đầu tiên năm 1947.

## Hình ảnh

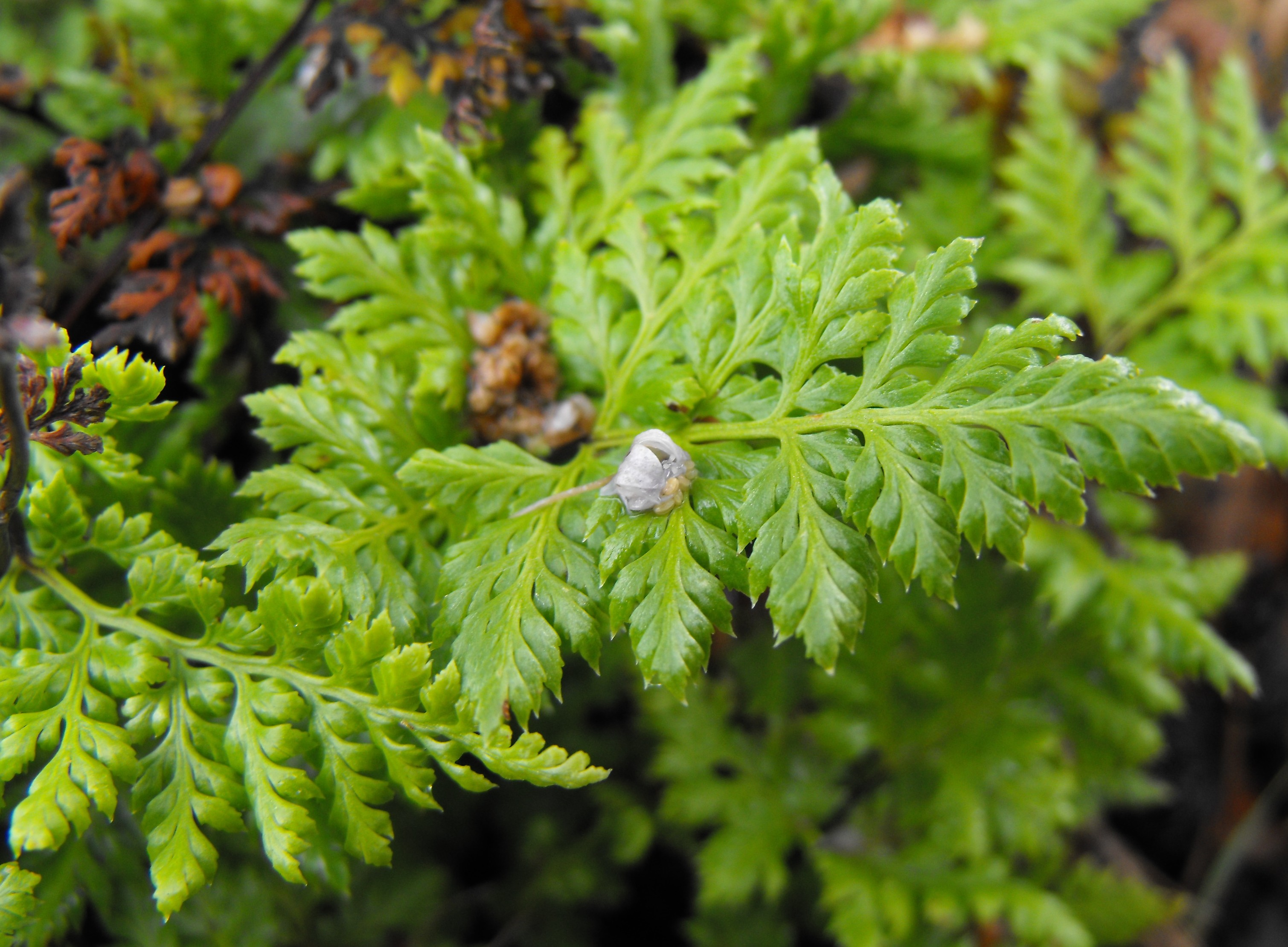